# 4 Hot Wave
«4 Hot Wave» es el sencillo número 32 de Koda Kumi en su discográfica Ryhtm Zone. Este es su primer maxisencillo de cuatro caras A. Fue lanzado en julio, dos semanas después de su anterior sencillo Koi No Tsubomi. Las portadas del sencillo fueron hechas en Marruecos al igual que su photobook llamado "Maroc" lanzado en la misma fecha que este sencillo. Este es uno de los sencillos más vendidos de Kumi, superando a su anterior récord "Real Emotion/1000 no Kotoba" en tan solo tres semanas a pesar de las críticas recibidas por el videoclip de Juicy y la censura de este en varios países.

## Información del sencillo
Neowing.jp ha descrito las 4 canciones incluidas en el sencillo de esta forma:
- "Ningyo-hime" "es una canción con un impresionante sonido rock",
- "I'll Be There" es "una canción a medio tiempo que te hará sentir el verano",
- "Juicy" es "una dura pista de R&B con influencias de la música de EE.UU.", y
- "With Your Smile" es una "agresiva canción de baile".

## Canciones
| CD  |                                         |           |                   |                |          |  |
| N.º | Título                                  | Letras    | Música            | Arreglistas(s) | Duración |  |
| 1.  | «Introduction: I'll Be There»           |           |                   |                |          |  |
| 2.  | «Ningyo-hime (人魚姫? Princesa Sirena)» | Kumi Koda | Miki Watabe       | Miki Watabe    |          |  |
| 3.  | «I'll Be There»                         | Kumi Koda | Shintaro Hagiwara | Tasuku         |          |  |
| 4.  | «Interlude: Juicy/Ningyo-hime»          |           |                   |                |          |  |
| 5.  | «Juicy»                                 | Yo Taira  | STY               | STY            |          |  |
| 6.  | «With Your Smile»                       | Kumi Koda | Toru Watanabe     | h-wonder       |          |  |
| 7.  | «Outroduction ~With your smile~»        |           |                   |                |          |  |

| DVD (Videos musicales) |                                                   |              |          |  |
| N.º                    | Título                                            | Director(es) | Duración |  |
| 1.                     | «Juicy»                                           |              |          |  |
| 2.                     | «With Your Smile»                                 |              |          |  |
| 3.                     | «I'll Be There»                                   |              |          |  |
| 4.                     | «Ningyo-hime»                                     |              |          |  |
| 5.                     | «"Maroc" Photobook making off» (First Press only) |              |          |  |

- Datos: Q2602009